# Magnetosfera

Esquema de la magnetosfera terrestre. Els vents solars bufen de esquerra a dreta.

Una magnetosfera és una regió al voltant d'un objecte astronòmic on el seu camp magnètic actua com escut modificant o organitzant les partícules carregades d'alta energia procedents del Sol. La Terra està envoltada per una magnetosfera, com també ho estan els planetes Júpiter, Saturn, Urà i Neptú. Mercuri i la lluna de Júpiter Ganimedes tenen una magnetosfera massa feble per a poder atrapar plasma. Mart té una magnetosfera de superfície irregular. El terme magnetosfera també pot descriure les regions dominades per camp magnètics d'objectes estel·lars, per exemple púlsars.

## Història de la física magnetosfèrica
La magnetosfera terrestre va ser descoberta el 1958 per l'Explorer 1. Abans es pensava que hi havia corrents elèctrics fluint per l'espai, perquè algunes vegades les erupcions solars produïen a tempestes magnètiques a la Terra. Es desconeixia d'on i perquè fluïen, inclús es desconeixia l'existència del vent solar. Va ser el 1959 quan Thomas Gold va proposar el nom magnetosfera a la regió per sobre de la ionosfera i fins a una distància de 10 vegades el radi de la Terra. Journal Geophysical Results LXIV. 1219/1

## Magnetosfera terrestre

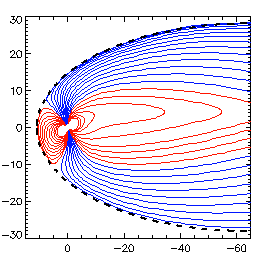
Diagrama creat per la NASA.

La magnetosfera forma part de l'exosfera, la part més externa i àmplia de l'atmosfera terrestre. Comença a uns 500 km d'altura, per sobre de la ionosfera, on les partícules ionitzades de l'atmosfera interaccionen amb major intensitat amb el camp magnètic terrestre. La magnetosfera interacciona amb el vent solar en una regió denominada magnetopausa que es troba a uns 60.000 km de la Terra en direcció Terra-Sol i a molta major distància en direcció oposada. Per davant de la magnetopausa es troba la superfície de xoc entre el vent solar i el camp magnètic. En aquesta regió el plasma solar es frena ràpidament abans de ser desviat per la resta de la magnetosfera. Les partícules carregades del vent solar són arrossegades pel camp magnètic sobre els pols magnètics donant lloc a la formació d'aurores polars, boreals en l'hemisferi nord i australs en l'hemisferi sud. En el costat no il·luminat les línies de camp es deformen i allarguen arrossegades pel vent solar arribant a una grandària de 300.000 km en direcció oposada al Sol.

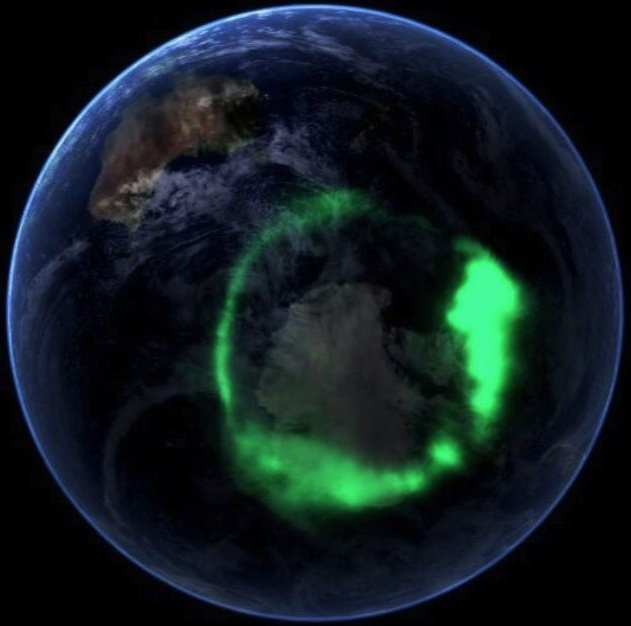
Aurora austral capturada l' 11 setembre 2005 per un satèl·lit de la NASA.

A uns pocs milers de km de la superfície terrestre es troba una regió en l'equador magnètic en el qual moltes de les partícules carregades són atrapades i accelerades formant els cinturons de Van Allen o cinturons de radiació.
Alguns científics pensen que sense la magnetosfera la Terra hagués perdut la majoria de l'aigua de l'atmosfera i els oceans en l'espai, a causa de l'impacte de partícules energètiques que dissociarien els àtoms d'hidrogen i oxigen permetent escapar els lleugers àtoms d'hidrogen, amb la qual cosa el planeta se semblaria molt més a Mart. S'estima que aquest va poder ser un factor important en la pèrdua d'aigua de l'atmosfera primitiva Marciana. De la mateixa manera Venus podria haver perdut la major part de la seva aigua degut a l'efecte del vent solar.

## Propietats generals
Dos factors determinen l'estructura i el comportament de la magnetosfera, per una banda el camp magnètic terrestre, i per l'altre el vent solar.
1. El Camp magnètic terrestre sembla estar generat per un efecte de dinamo del nucli de la Terra, associat amb la circulació de metall líquid al nucli terrestre produïda per la calor interna. S'assemblaria a una barra imantada inclinada uns 10° de l'eix de rotació de la Terra. El camp té una intensitat d'uns 30.000-60.000 nanotesles (nT) a la superfície terrestre, la seva intensitat disminueix inversament al cub de la distància.
2. El vent solar és una efusió ràpida de plasma calent provinent del Sol en totes les direccions. Sobre l'equador solar arriba als 400 km/s; sobre els pols solars quasi el doble. L'efusió és impulsada per la temperatura d'un milió de graus de la corona, fenonem que encara no té una explicació generalment acceptada. La seva composició s'assembla a la del Sol; al voltant del 95% dels ions són protons, al voltant del 4% nucli d'heli, i un 1% de matèria més pesant (C, N, O, Ne, Si, Mg…fins a Fe) i prou electrons com per mantenir la neutralitat de la càrrega. A l'òrbita de la Terra la seva densitat típica és 6 ions/cm3 (variable, com ho és la velocitat), i conté un camp magnètic interplanetari de (normalment) 2–5 nT. Aquest camp magnètic es produeix per l'estirament de les línies de camp magnètic originades al Sol.

Efusions de plasma i tempestes magnètiques
Raons físiques fan difícil que el plasma del vent solar amb el seu camp magnètic interplanetari es pugui barrejar amb el plasma terrestre, ja que el seu camp magnètic té una font diferent. Els dos plasmes acaben separats per una frontera, la magnetopausa i el plasma terrestre queda confinat a una cavitat dins l'efusió de vent solar, la magnetosfera. L'aïllament no és del tot complet gràcies a processos secundaris com la reconnexió magnètica, -sinó seria difícil per al vent solar transmetre molta energia a la magnetosfera-encara que determina la configuració general.
Una característica addicional és una col·lisió lliure de xoc en arc o bow shock, la qual s'alinea en el vent solar davant la Terra, normalment a 13.5 RE en la cara en direcció al Sol. S'alinea perquè la velocitat del vent solar excedeix (normalment 2-3 vegades) la de les ones d'Alfvén una família d'ones característiques amb les que les alteracions es propaguen en un fluid magnètic. En la regió darrera del xoc de l'embolcall magnètic o magnetosheath, la velocitat cau a la velocitat Alfvén (i la temperatura augmenta, absorbint la pèrdua d'energia cinètica 9, però la velocitat torna a augmentar ràpidament, ja que el plasma és empès per les efusions de vent solar dels voltants.
Per entendre la magnetosfera, cal visualitzar les línies del camp magnètic, que des de qualsevol lloc apunten en la direcció del camp magnètic- per exemple, separant-se prop del pol nord magnètic (pol sud geogràfic), i convergint un altre cop al voltant del pol sud magnètic (pol nord geogràfic).

## Cinturons de radiació
Quan els primers satèl·lits científics estatunidencs Explorers 1 i 3 i el soviètic Spútnik 3 van observar un intens (i inesperat) cinturó de radiació al voltant de la Terra, sostingut pel seu camp magnètic. Un dels col·laboradors de James Van Allen va exclamar: Déu meu, l'espai és radioactiu a l'adonar-se del significat de les observacions. Aquest era el cinturó de radiació interior de protons amb energies del rang 10-100 MeV (megaelectrovolts), atribuïdes posteriorment a la desintegració de neutrons albedo un efecte secundari de la interacció de la radiació còsmica amb l'atmosfera superior. Centrada en línies de camp que creuen l'equador al voltant de 1.5 RE del centre de la Terra.
Més tard es va observar una població d'ions i electrons en línies de camp creuant l'equador a 2.5–8 RE. La part altament energètica d'aquesta població (sobre 1 MeV) es va conèixer com a cinturó de radiació exterior, però el seu és a baixes energies (pic sobre 65 keV) i està identificat com plasma de corrent d'anell.
L'atrapament de partícules carregades en un camp magnètic pot ser prou estable. Això és, particularment cert en el cinturó interior, ja que la concentració de protons atrapats des de neutrons albedo és bastant lenta, requerint anys per aconseguir les intensitats observades. El juliol del 1962 els EUA van provar una bomba H en aquesta regió, creant un camp artificial d'electrons d'alta energia, alguns d'ells encara hi eren 4-5 anys després (aquest tipus de proves estan actualment prohibides per tractats).
El cinturó exterior i el corrent d'anell són menys persistents, perquè les col·lisions de canvi de càrrega amb àtoms de la geocorona tendeixen a treure les seves partícules. Això suggereix l'existència d'un mecanisme font efectiu, que contínuament proporciona a aquesta regió plasma fresc. Succeri que la barrera magnètica pot ser trencada per forces elèctriques. Si el plasma empeny prou, genera camps elèctrics que el permeten moure en resposta a l'empenta, sovint (no sempre) deformant el camp magnètic en el procés.

## Cua de la Magnetosfera

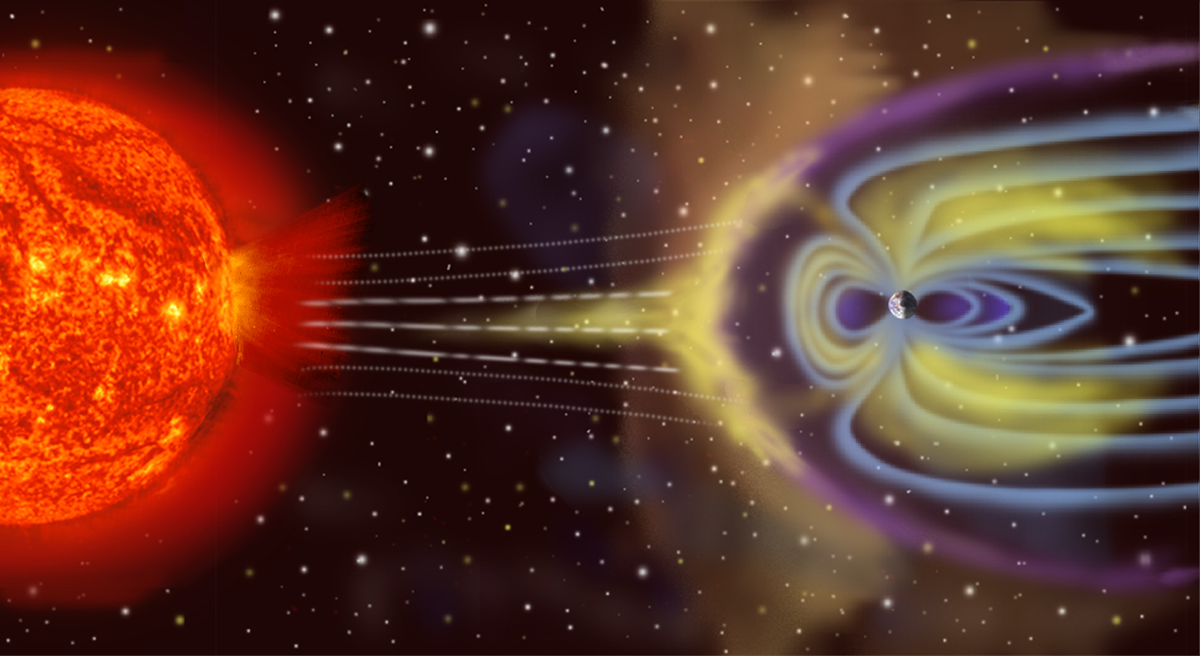
Visió artística de la magnetosfera.

Una cua magnètica es forma quan els vents solars arrosseguen gasos electrificats, plasma, atrapats en la magnetosfera d'un planeta lluny del Sol. La cua magnètica es pot estendre a grans distància del planeta que l'origina. La cua magnètica de la terra s'estén almenys 200 vegades el seu radi en la direcció oposada al Sol, més enllà de l'òrbita de la Lluna que es troba a 60 radis terrestres. La cua magnètica de Júpiter s'estén més enllà de l'òrbita de Saturn. A vegades Saturn es troba immers en la magnetosfera joviana.
L'extensió de la magnetocua prové de l'energia emmagatzemada en el camp magnètic del planeta. A vegades aquesta energia es deslliura i el camp magnètic esdevé més dipolar temporalment. Quan això succeeix, aquesta energia emmagatzemada energitza el plasma atrapat en les línies del camp magnètic. Part d'aquest plasma és conduït a través de la cua dins el vent solar. La resta s'injecta dins la magnetosfera interior on formarà aurores. Aquests fenòmens poden provocar problemes en la navegació espacial i comercial i en les comunicacions.

## Corrents elèctrics a l'espai
Els camps magnètics a l'espai es deuen exclusivament a corrents elèctrics, sense presència de ferromagnetisme. Aquests camps van ser descrits per Oersted i Ampère el 1820. James Clerk Maxwell va formular les propietats fonamentals en la seva equació de Maxwell en 1864.
Els camps magnètics de corrents que circulen en el plasma magnetosfèric estenen el magnetisme terrestre més enllà del que es podria predir tan sols del camp terrestre intern. Aquests corrents també determinen l'estructura del camp lluny de la Terra, creant les regions descrites anteriorment en l'article.
Els corrents elèctrics necessiten un voltatge, una mena de diferència de pressió (potencial elèctric) per a funcionar. La llei d'Ohm funciona molt bé en els conductors metàl·lics com els fils elèctrics i prediu un corrent proporcional al voltatge. Si es dobla el voltatge el corrent es dobla, si es treu el voltatge i el corrent no pot fluir.
Però això no succeeix en la magnetosfera (ni en molts plasmes) on els corrents no necessiten voltatges (amb una important excepció. Qualsevol corrent elèctric és el transport de càrrega elèctrica, però en molts casos, aquest transport es troba implícit en l'estructura del camp i el plasma. Per exemple, els ions positius i els electrons atrapats en un camp dipolar prop de la Terra tendeixen a circular al voltant de l'eix magnètic del dipol (la línia que connecta els pols magnètics), sense guany o pèrdua d'energia. Vist des de dalt el pol nord magnètic (pol sud geogràfic), els ions circulen en el sentit de les agulles del rellotge, i els electrons al contrari, produint un corrent circulatori en xarxa en sentit de les agulles del rellotge, conegut degut a la seva forma com corrent d'anell. No cal voltatge, el corrent s'eleva naturalment dels ions i electrons en moviment del camp magnètic.
Qualsevol corrent d'aquest tipus modificarà el camp magnètic. El corrent d'anell, per exemple, enforteix el camp en l'exterior, ajudant a expandir la mida de la magnetosfera. Al mateix temps, afebleix el camp magnètic al seu interior. En una tempesta magnètica, s'afegeix plasma al corrent d'anell, fent-lo temporalment més fort. I el camp s'observa des de la Terra afeblit fins a 1-2%.
La deformació del camp magnètic, i el seu flux de corrent elèctric, es troben íntimament lligats, fent moltes vegades difícil saber quin és la causa i quin l'efecte. Freqüentment (de la mateixa manera que en la magnetopausa i la magnetocua) és intuïtivament més útil observar la distribució i flux del plasma com a efecte primari, que produeix l'estructura magnètica observada, amb els corrents elèctrics associats com a característica d'aquestes estructures, més una exigència de coherència de l'estructura magnètica.
Com abans s'ha mencionat, existeix almenys una excepció, un cas on el voltatge condueix els corrents. Això succeeix amb el corrent de Birkeland, que flueix des de l'espai distant a la ionosfera prop del pol, continua almenys una distància en la ionosfera, i després torna a l'espai. (Part del corrent llavors es desvia i abandona la Terra una altra vegada al llarg de les línies de camp en la cara de matí, el flux travessa la mitjanit com a part del corrent d'anell, llavors torna a la ionosfera al llarg de les línies de camp a la cara del vespre i es torna a ajuntar). El circuit complet d'aquests corrents, sota diverses condicions, encara no està aclarit.
Com que la ionosfera és un tipus de conductor ohmic, aquests flux l'escalfaran. I també donaran lloc a corrents Hall secundaris, i accelerant les partícules magnetosfèriques—els electrons dels arcs de les aurores polars, i ions d'oxigen ionitzats (o+) que contribueixen al corrent d'anell.

## Classificació dels camps magnètics

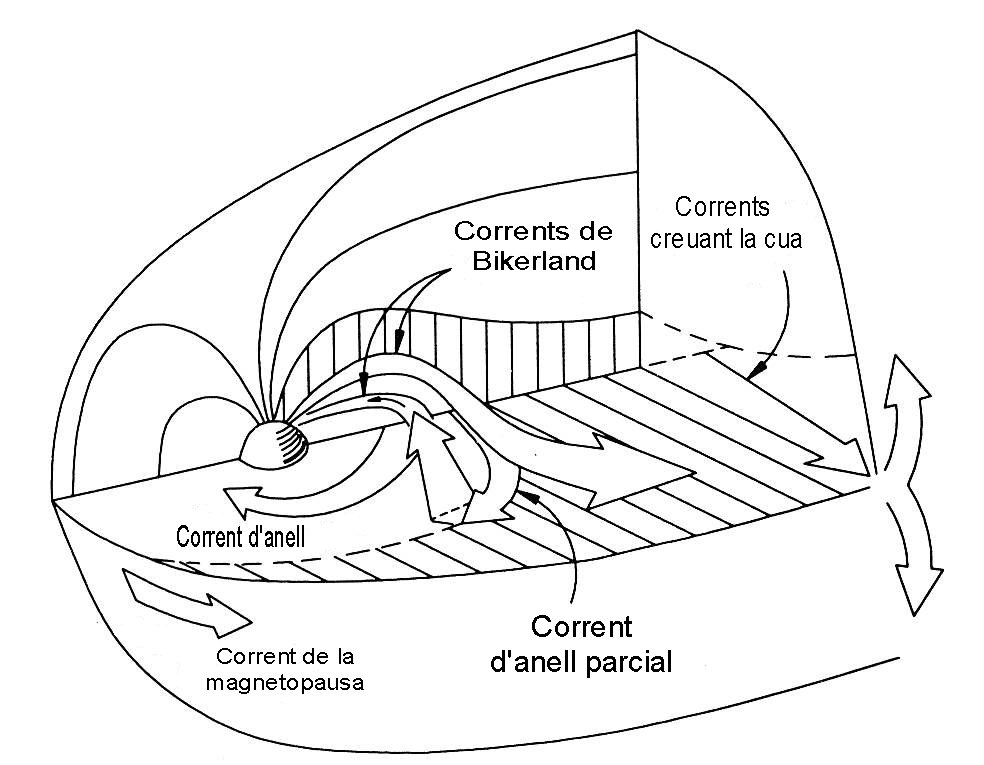
Vista esquemàtica dels diferents sistemes de corrent que donen forma a la magnetosfera terrestre

Sense tenir en compte si són fonts o conseqüència de les estructures del camp magnetosfèric, els corrents elèctrics flueixen en circuits tancats. Això fa que siguin útils per a classificar diferents parts del camp magnètic de la magnetosfera, cada un associat a un tipus diferent de circuit. D'aquesta manera el camp de la magnetosfera pot ser dividit en 5 parts:

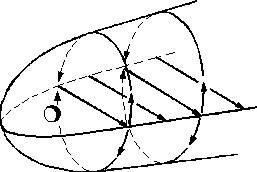
El circuit de corrents que travessen la cua

1. El camp intern de la Terra (camp principal) sorgeix des dels corrents elèctrics del seu centre. És de tipus dipol, modificat per contribucions harmòniques més altes.
2. El camp de corrent d'anell, transportat pel plasma atrapat en els camps de tipus dipolar del voltant de la Terra, normalment a distàncies de 3–8 RE (excepte durant les grans tempestes). Els seus corrents circulen (aproximadament) al voltat de l'equador magnètic, principalment en el sentit de les agulles del rellotge vist des del nord. (un petit corrent d'anell circula en sentit contrari en l'extrem interior de l'anell, a causa de la caiguda de la densitat del plasma quan la Terra s'aproxima).
3. El camp que confina el plasma terrestre i el camp magnètic dins la cavitat magnetosfèrica. El corrent responsable circula en la magnetopausa, l'espai entre la magnetosfera i el vent solar. La circulació d'aquest corrent sorgeix més aviat de la geometria del camp magnètic que de qualsevol voltatge, una conseqüència de la llei d'Ampère (incorporada en les equacions de Maxwell que en aquest cas requereix un corrent elèctric per a circular al llarg de qualsevol espai entre el camps magnètics de diferents direccions i/0 intensitats.
4. El sistema de corrents de cua. La magnetocua consisteix en dos paquets de camp magnètics directament oposats (els lòbuls de cua), dirigits cap a la Terra en la meitat nord de la cua i cap enfora en al meitat sud. Entremig hi ha una capa (làmina de plasma) de plasma més dens (0.3-0.5 ions/cm3 en contraposició als. 0.01-0.02 dels lòbuls), i degut a la diferència entre el camp magnètic adjunt, per la llei d'Ampère un corrent elèctric circula també en la mateixa direcció, dirigit de la part de dia a la de nit. La circulació es tanca (o hauria de tancar) seguint la cua de la magnetopausa—part sobre el lòbul nord, part sobre el sud.
5. El corrent de camp de Birkeland (i les seves branques de la ionosfera i el corrent d'anell), un circuit associat amb l'aurora polar. A pesar dels tres sistemes de corrent precedents, cal una constant injecció d'energia per proveir la calor del seu camí ionosfèric i l'acceleració dels electrons de l'aurora i els ions positius. Aquesta energia prové probablement d'un procés de dinamo, el que significaria que aquesta part del circuit connecta un plasma en moviment cap a la Terra, fluiria tant en el vent solar com en la capa fronterera, la qual cosa el conduiria just dins la magnetopausa, o pel plasma en moviment en direcció a la terra en la magnetocua, com s'ha observat en les subtempestes.

## Tempestes i subtempestes magnètiques
Anteriorment s'ha comentat que si el plasma fos pressionat prou fort, generaria camps elèctrics que el permetrien moure's en resposta a la pressió, sovint (no sempre) deformant el camp magnètic en el procés. Dos exemples d'aquesta pressió són particularment importants en la magnetosfera.
El més comú és el que es coneix com a subtempesta i succeeix quan el component nord-sud Bz d'un camp magnètic interplanetari és apreciable i apunta cap al sud. En aquest estat les línies de camp de la magnetosfera estan fortament unides al camp magnètic interplanetari, permetent que l'energia i el plasma hi entrin amb proporcions relativament altes. Això fa que la magnetocua s'infli fent-se inestable, per finalment canviar l'estructura de la cua sobtadament i de forma violenta.

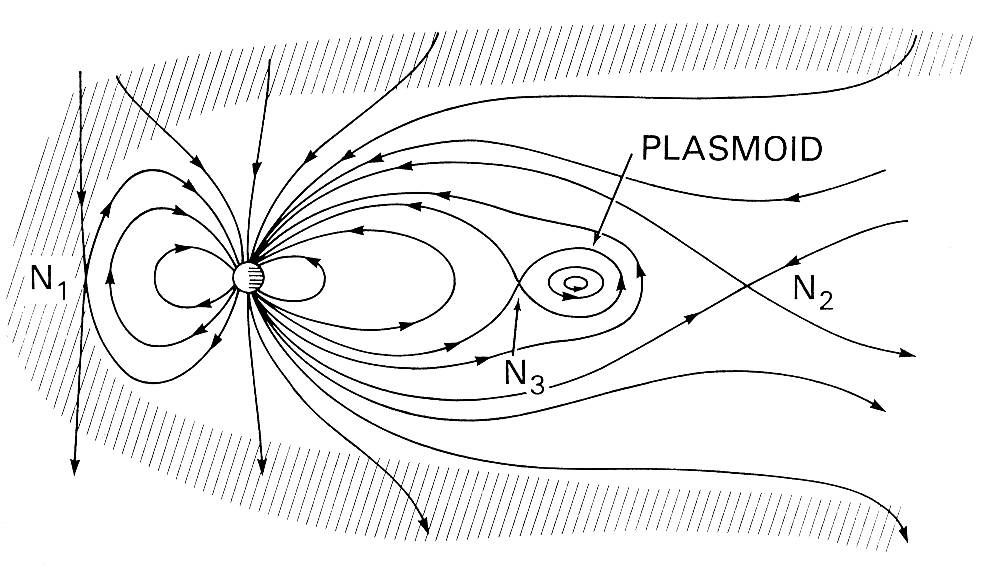
Reconnexió magnètica en la magnetocua propera a la Terra, que produeix un plasmoide desconnectat

. Un possible escenari (encara en discussió) podria ser que quan la magnetocua s'infla, crea un obstacle més ample al flux de vent solar, causant que el vent solar estrenyi més la porció eixamplada. Al final, aquest estrenyiment fa trencar les línies de camp del plasma (reconnexió magnètica), i la part més distant del plasma, es desenganxa de la Terra, i sura com una estructura magnètica independent (plasmoide). La part més propera a la Terra es posiciona en direcció a la Terra, energitzant les seves partícules i produint corrents de Birkeland i brillants aurores. Com l'observada a la dècada dels 70 pels satèl·lits ATS a 6.6 RE, quan les condicions són favorables, poden produir-se diverses vegades al dia.
Les subtempestes generalment no s'afegeixen substancialment al corrent d'anell. Això es produeix en tempestes magnètiques quan després d'una erupció al sol (una ejecció de massa de la corona o una erupció solar) un núvol de plasma en ràpid moviment xoca amb la Terra. Si el fenomen té un component en direcció al sud, no només empeny el límit de la magnetopausa més a prop de la Terra (a vegades fins a la meitat de la distància habitual), sinó que també produeix una injecció de plasma des de la cua, molt més vigorosa que les associades a les subtempestes.
La quantitat de plasma del corrent d'anell pot créixer substancialment, i una gran part d'aquest increment consisteix en ions d'oxigen O+ extrets de la ionosfera com a producte de l'aurora polar. A més, el corrent d'anell es condueix cap a la Terra (la qual cosa energitza més les seves partícules), temporalment modificant el camp al voltant de la Terra i llavors, canviant l'aurora (i el seu sistema de corrents) acostant-lo a l'equador. La pertorbació magnètica pot desaparèixer en 1-3 dies, ja que molts ions es treuen degut a l'intercanvi de càrrega, però les energies més altes del corrent d'anell poden persistir molt més temps.